# Azzaman
Al-Zaman – prywatny dziennik iracki publikowany w Londynie, Bagdadzie i Bejrucie. Zawiera strony w języku angielskim.